# Kathrin Wörle
Kathrin Wörle (Lindau, 18 februari 1984) is een voormalig tennisspeelster uit Duitsland. Wörle begon met tennis toen zij zeven jaar oud was. Haar favoriete ondergrond is gravel. Zij speelt rechtshandig en heeft een tweehandige backhand. Zij was actief in het proftennis van 2003 tot en met 2015.
Wörle debuteerde in 1999 op het ITF-toernooi van Horb (Duitsland). In 2003 stapte zij over naar een beroepsmatige uitoefening van het tennis. Zij maakte haar grandslamdebuut tijdens het Australian Open 2006 en verloor daar in de eerste ronde van Laura Granville in drie sets. In 2007 speelde Wörle voor het eerst op een WTA-hoofdtoernooi, op het toernooi van Bogota.
Wörle won drie ITF-titels in het enkelspel en zeven in het dubbelspel, de eerste in 2003 en de laatste in juni 2012. Zij kwam op de WTA-toernooien nooit verder dan de tweede ronde.
In september 2012 trad zij in het huwelijk. Vanaf april 2013 speelde zij onder de naam Kathrin Wörle-Scheller. Op dat moment stopte zij met het dubbelspel – in het enkelspel is zij nog zesmaal op een toernooi aangetreden voor zij het racket aan de wilgen hing.

## Posities op deWTA-ranglijst
Positie per einde seizoen:
| jaar | rang enkelspel | rang dubbelspel |
| ---- | -------------- | --------------- |
| 2000 | 629            | 595             |
| 2001 | 420            | 836             |
| 2002 | 333            | 375             |
| 2003 | 409            | 329             |
| 2004 | 218            | 190             |
| 2005 | 176            | 235             |
| 2006 | 155            | 226             |
| 2007 | 254            | 228             |
| 2008 | 152            | 162             |
| 2009 | 127            | 128             |
| 2010 | 162            | 129             |
| 2011 | 141            | 110             |
| 2012 | 210            | 219             |
| 2013 | 439            | 904             |
|      |                |                 |
| 2015 | 1229           | –               |

## Resultaten grandslamtoernooien
| Legenda | Legenda                          |
| ------- | -------------------------------- |
| g.t.    | geen toernooi gehouden           |
| l.c.    | lagere categorie                 |
| –       | niet deelgenomen                 |
| G       | uitgeschakeld in de groepsfase   |
| 1R      | uitgeschakeld in de eerste ronde |
| 2R      | uitgeschakeld in de tweede ronde |
| 3R      | uitgeschakeld in de derde ronde  |
| 4R      | uitgeschakeld in de vierde ronde |
| KF      | uitgeschakeld in de kwartfinale  |
| HF      | uitgeschakeld in de halve finale |
| F       | de finale verloren               |
| W       | het toernooi gewonnen            |
| w-v     | winst/verlies-balans             |

### Enkelspel
| Toernooi        | 2006 |    | 2009 | 2010 | 2011 |
| --------------- | ---- | -- | ---- | ---- | ---- |
| Australian Open | 1R   | 1R | 1R   | 1R   |      |
| Roland Garros   | –    | –  | –    | –    |      |
| Wimbledon       | –    | –  | –    | –    |      |
| US Open         | –    | –  | –    | –    |      |

### Vrouwendubbelspel
| Toernooi        | 2010 |
| --------------- | ---- |
| Australian Open | –    |
| Roland Garros   | –    |
| Wimbledon       | 1R   |
| US Open         | –    |